# José Ramón Villar
José Ramón Villar Saldaña (La Almunia de Doña Godina, Zaragoza, 7 de junio de 1958 - Pamplona, 10 de abril de 2021), fue un teólogo español, especialista en Eclesiología y Ecumenismo. Profesor de Teología sistemática en la Universidad de Navarra, donde fue decano de la facultad de Teología (2004-2010).

## Biografía
Nació en La Almunia de Doña Godina (Zaragoza), en una familia de cuatro hermanos. Realizó sus primeros estudios en el colegio de los Jesuitas, en Zaragoza. Mientras realizaba la licenciatura en Derecho Civil en la Universidad de Zaragoza, fue secretario del Colegio Mayor Miraflores.
En Pamplona, se doctoró en Teología en la Facultad de Teología de la Universidad de Navarra. En sus comienzos, se interesó por la eclesiología de Johann Adam Möhler y de la Escuela de Tubinga. Discípulo del teólogo Pedro Rodríguez, se trasladó a Múnich, donde amplió su formación teológica en la Ludwig-Maximilians Universität.
Miembro del Opus Dei, se ordenó sacerdote el 15 de agosto de 1986. Al año siguiente inició su carrera docente en el departamento de Eclesiología y Teología Sacramentaria de la Universidad de Navarra. Impartió la asignatura de Teología dogmática, primero como profesor agregado (2000), y posteriormente como ordinario (2011). Durante sus últimos años de docencia, fue profesor ordinario de Teología sistemática. Fue decano de la Facultad de Teología (2004-2010).
Compatibilizó su labor docente en la Universidad, con la de consultor de la Comisión episcopal de Relaciones Interconfesionales. Fue miembro de la Comisión teológica asesora de la Conferencia Episcopal Española (CEE), y del consejo científico de diversas revistas teológicas internacionales. También coordinó la Cátedra de Ecumenismo de la Universidad de Navarra.  Participó como perito en los trabajos de la X Asamblea General Ordinaria del Sínodo de los Obispos (2001) sobre el ministerio episcopal. Fue delegado de la CEE para el proceso de la III Asamblea Ecuménica Europea.
Sus principales líneas de investigación se centraron en: la recepción del Concilio Vaticano II, la unidad de la Iglesia y el diálogo ecuménico, la misión de la Iglesia, la teología del laicado y el ministerio eclesial.
También desarrolló su actividad pastoral, dirigiendo dos residencias sacerdotales, desde donde se ocupó durante varios años, de numerosos sacerdotes internacionales, estudiantes en la Universidad de Navarra.

## Publicaciones
Publicó diez libros, 105 capítulos de obras colectivas, 111 publicaciones en revistas especializadas. Entre sus principales obras, se encuentran: 
- Teología de la iglesia particular
- Eclesiología y Ecumenismo
- Iglesia, Ministerio episcopal y Ministerio petrino
- El Colegio Episcopal.

También coordinó la publicación del Diccionario de Eclesiología y del Diccionario del Concilio Vaticano II.

### Homenaje
AA.VV., "José Ramón Villar Saldaña (1958-2021). Acto académico In memoriam, 7 de abril de 2022", Pamplona, Eunsa, 2022, 95 pp., ISBN:978-8431337650.

## Distinciones
- "Medalla al mérito para el desarrollo de la Universidad Nicolás Copérnico de Toruń" , otorgada por la Facultad de Teología de dicha Universidad (19 de febrero de 2015).[10]